# Corinto, Nicaragua
Corinto är en stad och en kommun (municipio) i Nicaragua med 18 036 invånare (2012) i kommunen. Staden ligger på ön Isla de Corinto vid Stilla havet i den västra delen av landet. Kommunen tillhör departementet Chinandega. Corinto har Nicaraguas största och viktigaste hamn.

## Geografi

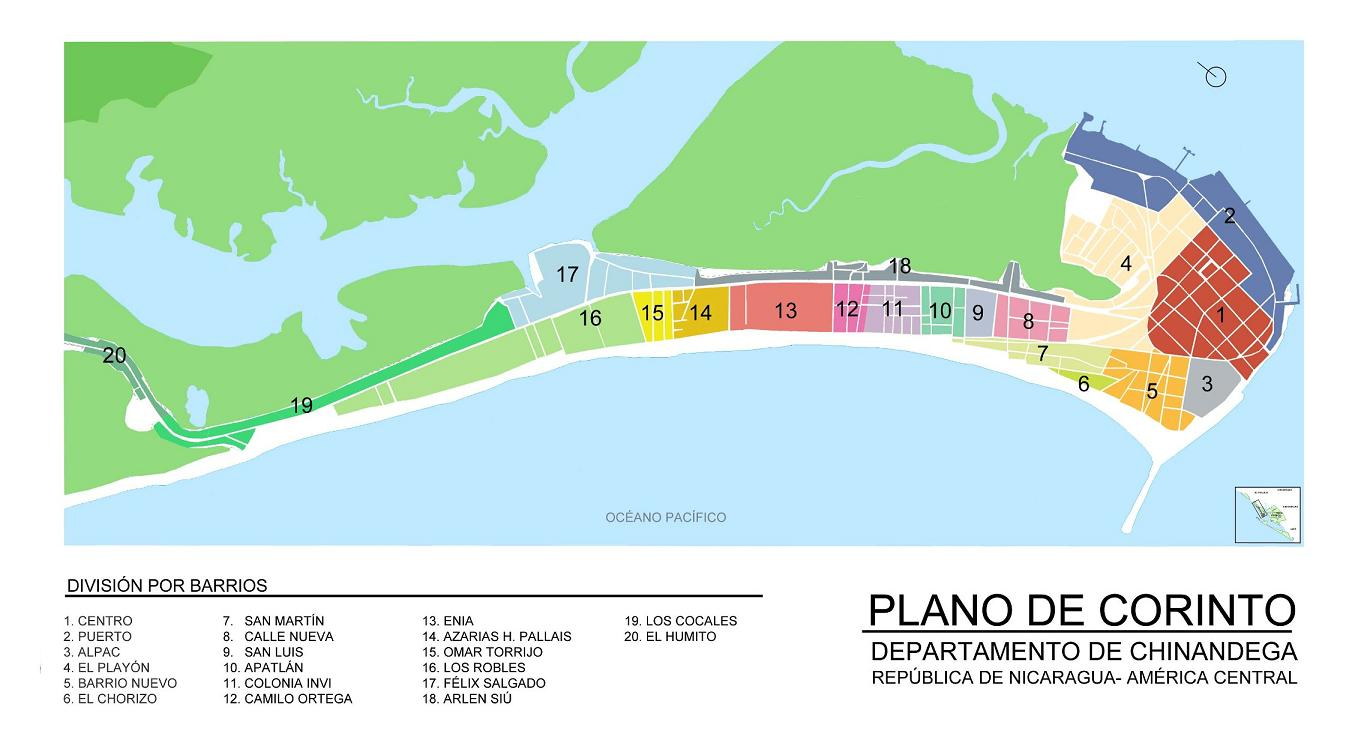
Stadsdelar i staden Corinto

Nästan alla kommunens invånare bor i staden med samma namn, på ön Isla de Corinto. På öns sydostligaset ligger den stora hamnen. Norrut längs Stilla havskusten ligger ön Isla Paredones, med 61 invånare (2005). Som skydd för hamnen ligger den nästan obebodda Isla El Cardón. Förutom dessa tre öar består kommunen av fyra halvöar. Isla Castañones, med 41 invånare (2005), sträcker sig längs Stillahavskusten ner mot Poneloya. I El Relejo deltat sticker det ut tre halvöar, Isla El Granadillo, Isla Encantada och Isla Machuca, med sammanlagt 56 invånare (2005).
Corinto gränsar till kommunerna El Viejo i nordväst, El Realejo i norr, Chichigalpa och León i öster, samt till Stilla havet i sydväst. Längs havet sträcker sig en sex kilometer lång sandstrand.

## Historia

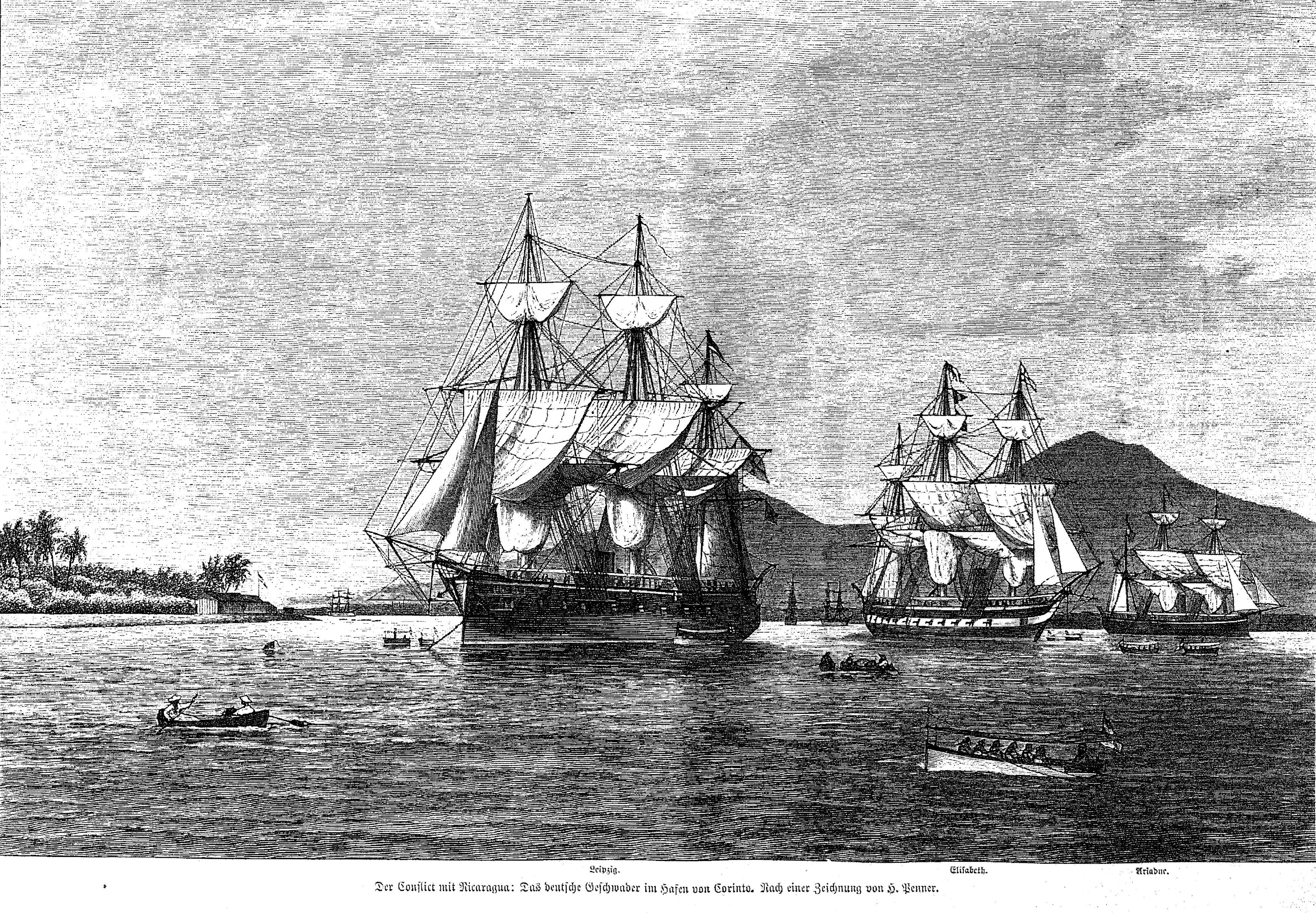
Skepp i Corinto, 1878

El Realejo var under kolinialtiden Nicaraguas viktigaste hamn. När dess hamninlopp grumlades igen flyttades hamnen några kilometer längre ut mot havet till Corinto. Kommunen Corinto grundades 1858 och den fick sina stadsrättigheter 2010.

## Transporter
Corinto har Nicaraguas största och viktigaste hamn. Förutom standardgods har hamnen har terminaler för kontainertrafik, tankbåtar och kryssningsfartyg. Hamnen har ett bra läge då den skyddas av ön Isla El Cardón och halvön Isla Castañones.
Det finns täta bussförbindelser till Chinandega från stadens bussterminal.

## Kultur

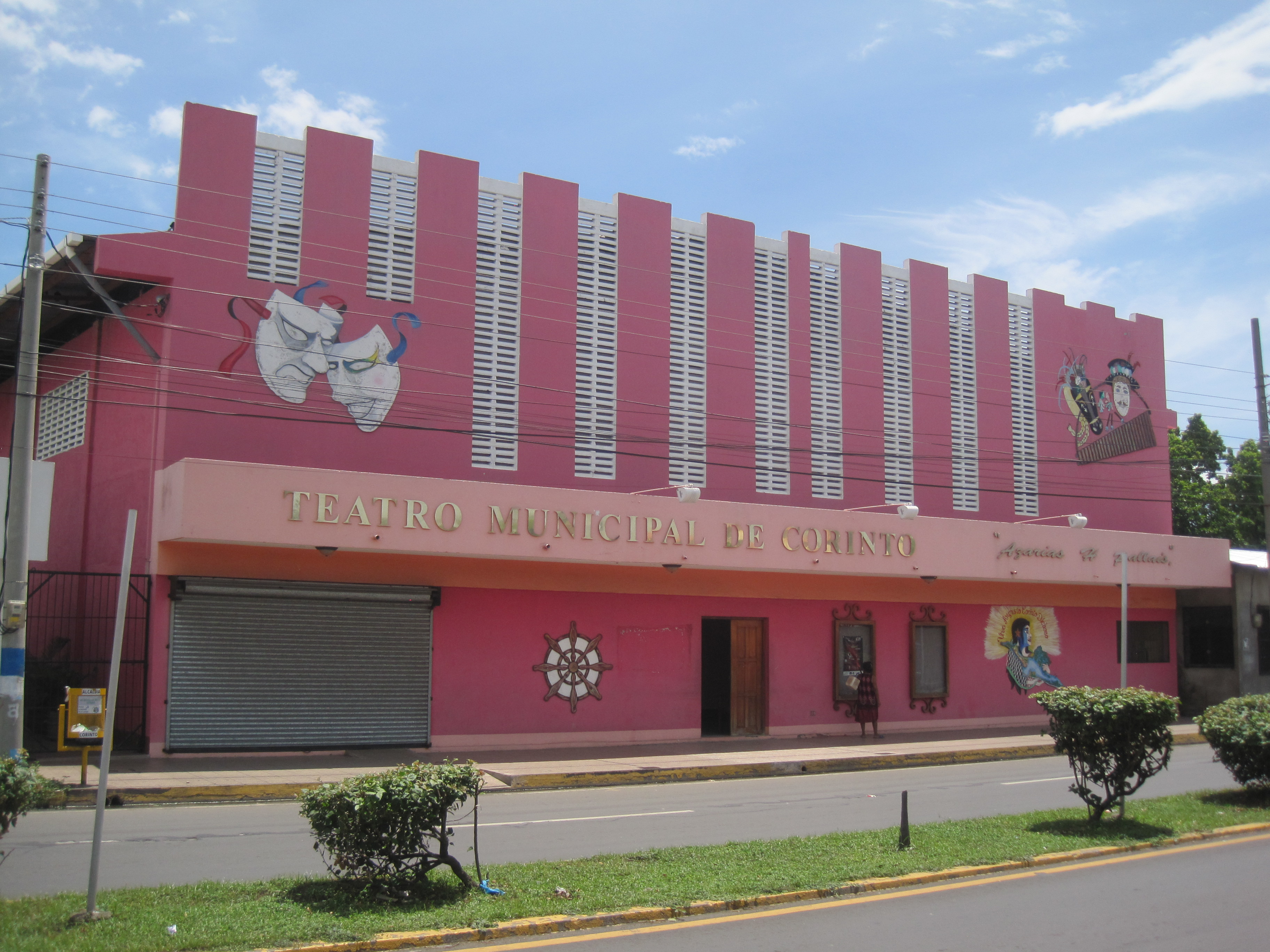
Stadsteatern

Corinto har en stor och fin stadsteater.

## Sandstrand

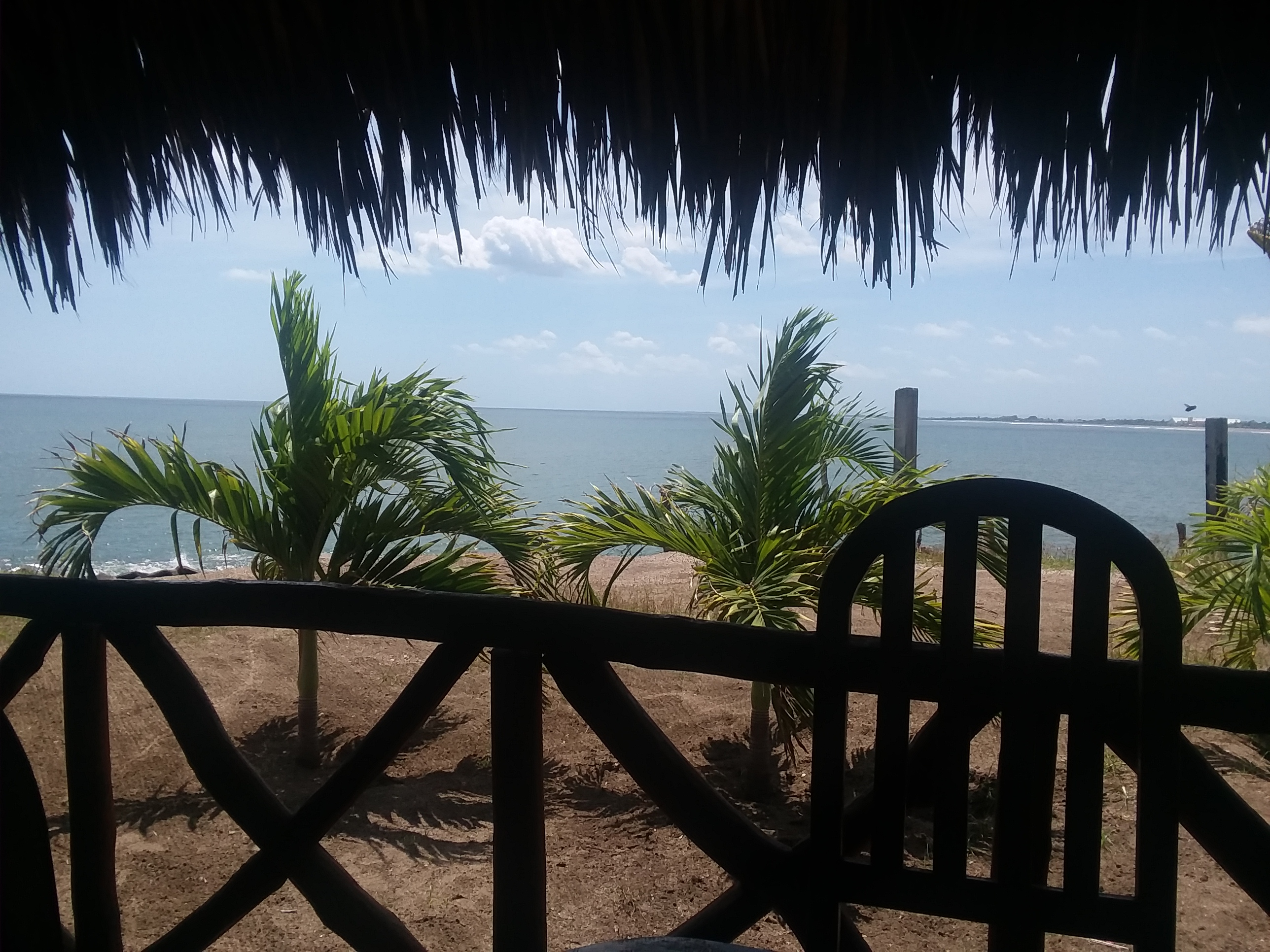
Rastaurang vid Playa El Espigón

Corinto har en sex kilometer lång sandstrand längs Stillahavskusten, med fina badmöjligheter för lokalbefolkningen. Södra delen närmast centrum, Playa El Espigón, har flera restauranger med färsk fisk och skaldjur samt en fin utsikt över havet. Längst norrut, vid Playa Paso Caballos, ligger också en klunga med restauranger. Den delen av stranden ligger långt från centrum men är den havsstrand som ligger närmast Chinandega, och därför populär bland dess invånare.

## Isla El Cardón
Ön Isla El Cardón, som ligger strax utanför staden, ger fint skydd för hamnen. Den har en av landets få fyrar. Ön är mest känd som platsen där den världsberömde författaren Rubén Darío skrev 'A Margarita', en av hans mest kända dikter.

## Kända personer
- Agoston Haraszthy (1812-1869), vinodlare, plantageägare [9]
- Azarías Pallais (1884-1954), poet, präst [10]
- Ana Marcelo (1996-), Miss Nicaragua 2020 [11]

## Bilder
|  |  |  |